# Matilde Osorio Ricaurte
Matilde Osorio Ricaurte, née le 10 avril 1831 à Chía et morte le 20 mars 1884 à Bogota, est la première dame de Colombie de 1900 à 1904 en tant qu'épouse du président José Manuel Marroquín,,.
Matilde a accompagné son mari de 1898 à 1900 jusqu'au coup d'État de 1900 au cours duquel son mari, avec le soutien du parti conservateur, a forcé le président Manuel Antonio Sanclemente à démissionner, Marroquín lui succédant comme nouveau président.